# Frederick Mitchell-Hedges
Pour les articles homonymes, voir Mitchell et Hedges.
Frederick Albert Mitchell-Hedges (22 octobre 1882 – juin 1959) est un aventurier, explorateur qui prétendit avoir réalisé des découvertes archéologiques en Mésoamérique.

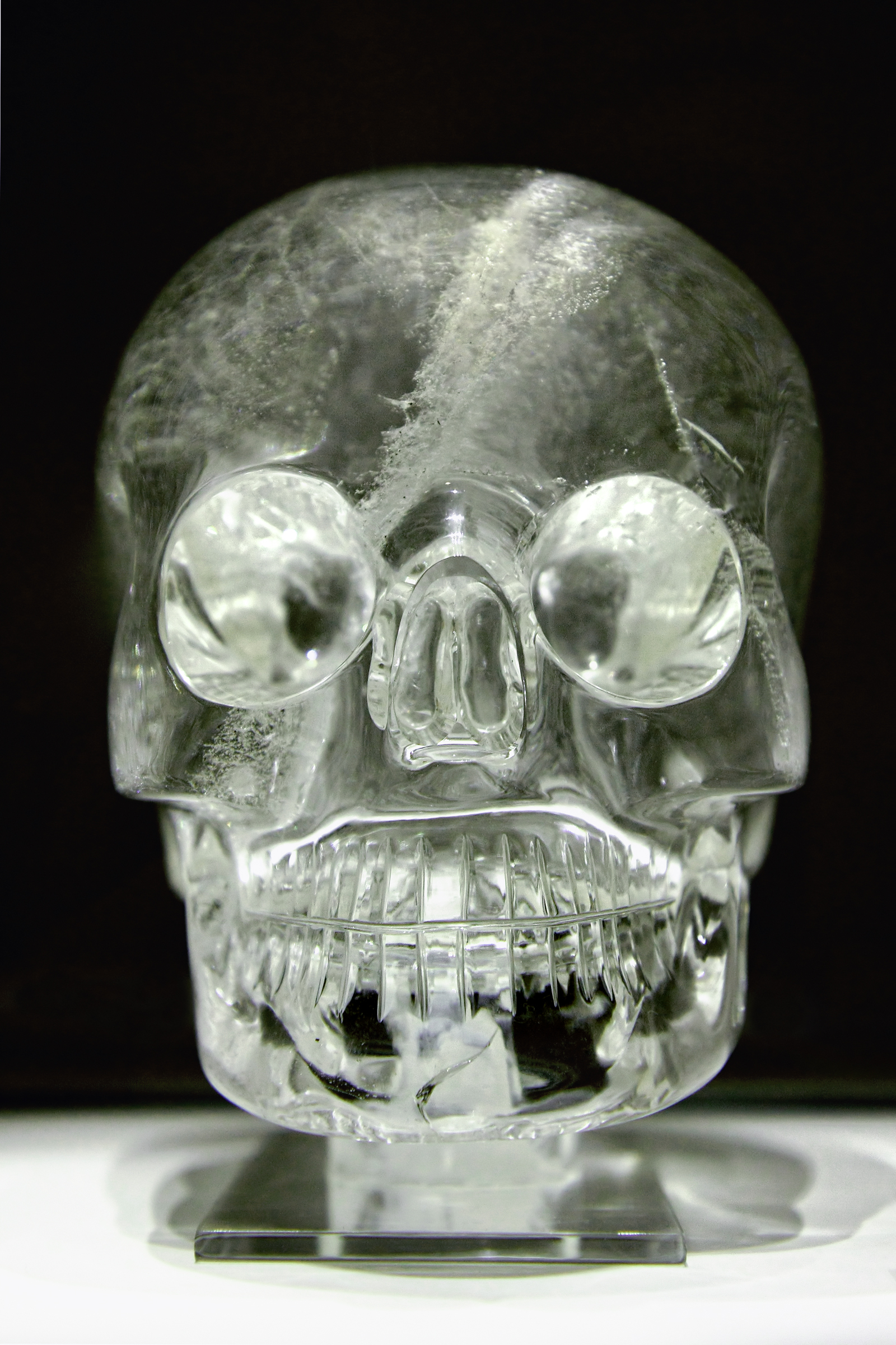
Crâne de cristal du British Museum

## Biographie
En 1924, il prétend que sa fille adoptive Anna Mitchell-Hedges, qui l'accompagnait sur le site maya de Lubaantun au Belize y aurait découvert un crâne de cristal. En 1930, l'américain George Gustav Heye (en), homme d'affaires et collectionneur d'objets amérindiens, finance une expédition vers la Mosquitia à la recherche de la mythique cité de Ciudad blanca. Il en confie la direction à Frederick Mitchell-Hedges. Lors de cette première expédition, ce dernier tombe gravement malade, terrassé par la dysenterie et une crise de paludisme. Rétabli, il revient aux États-Unis avec plus d'un millier d'objets prétendument archéologiques et affirme que les populations locales lui ont parlé d'une cité abandonnée où s'élèverait une gigantesque statue de singe qu'ils appelleraient la Cité perdue du dieu singe. Heye lui confie alors la responsabilité d'une seconde expédition vers la Mosquitia mais Mitchell-Hedges se contente d'explorer des îles au large des côtes honduriennes où il découvre des statues de pierre qu'il affirme être des vestiges de l'Atlantide.
Les supercheries de Mitchell-Hedges finissent par s'ébruiter et lui retirer tout crédit auprès des archéologues. 
Dans ses écrits ultérieurs, Mitchell-Hedges prétendra avoir combattu au côté de Pancho Villa, d'avoir travaillé comme agent secret pour les États-Unis durant la Première Guerre mondiale, d'avoir recherché des monstres marins dans l'Océan Indien avec le fils de Conan Doyle.